# Beweging.net
Beweging.net is een netwerk van sociale organisaties. Beweging.net is in juni 2014 ontstaan op de grondvesten van het ACW (het Algemeen Christelijk Werknemersverbond), de koepel van christelijke werknemersorganisaties in Vlaanderen. De Franstalige tegenhanger is de Mouvement ouvrier chrétien (MOC).

## Structuur

### Voorzitters
| Periode      | Voorzitter            |
| ACW-MOC      | ACW-MOC               |
| ------------ | --------------------- |
| 1923 – 1927  | Hendrik Heyman        |
| 1927 – 1933  | Edmond Rubbens        |
| 1933 – 1946  | Hendrik Heyman        |
| ACW          |                       |
| 1946 – 1951  | Paul-Willem Segers    |
| 1951 – 1965  | Raphael Hulpiau       |
| 1965 – 1988  | Willy D'Havé          |
| 1988 – 2002  | Theo Rombouts         |
| 2002 – 2010  | Jan Renders           |
| 2010 – 2014  | Patrick Develtere     |
| Beweging.net |                       |
| 2014 – 2017  | Patrick Develtere     |
| 2017 – 2025  | Peter Wouters         |
| 2025 – heden | Julie Hendrickx Devos |

### Partnerorganisaties
De kern van het netwerk bestaat bij de oprichting in 2014 uit 11 stichtende partnerorganisaties:
- ACV, het Algemeen Christelijk Vakverbond;
- CM, de Christelijke Mutualiteit;
- Familiehulp, een dienst voor gezinszorg (thuiszorg) in Vlaanderen;
- Femma Wereldvrouwen, een vrouwenorganisatie, tot 2012 gekend onder de naam Kristelijke Arbeidersvrouwen (KAV);
- IC, het Internationaal Comité, een federatie van interculturele zelforganisaties in Vlaanderen;
- KAJ, de Kristelijke Arbeidersjongeren, een jongerenbeweging voor jongeren vanaf 12 jaar, waarbij de plaatselijke werkingen vertrekken vanuit vriendschap-vorming-actie en zien-oordelen-handelen;
- KWB, de Kristelijke Werknemersbeweging, een vereniging met een aanbod voor mannen, vrouwen en gezinnen;
- OKRA, een beweging van, voor en met gepensioneerden of mensen in dezelfde levensfase, tot 2006 gekend onder de naam Kristelijke Beweging voor Gepensioneerden (KBG), de huidige afkorting staat voor open, kristelijk, respectvol en actief;
- Pasar, sinds 2008 de opvolger van Vakantiegenoegens, een sociaal-culturele vereniging die zoveel mogelijk mensen wil motiveren en kansen geven om hun vakantie en recreatie zo waardevol mogelijk in te vullen;
- WSM-Wereldsolidariteit, een niet-gouvernementele organisatie voor ontwikkelingssamenwerking;
- Samana vzw, vroeger Ziekenzorg-CM, een vereniging van en voor langdurig zieken en gezonden, met een activiteitenaanbod om het sociaal isolement van langdurig zieken te doorbreken.

Het netwerk is een open netwerk en heeft naast de 11 partnerorganisaties ook 5 geassocieerde partners:
- Arktos, een vormingsorganisatie die kinderen en jongeren van 6 tot 25 jaar begeleidt in hun leefwereld, specifiek in arbeid, onderwijs, vrije tijd, welzijn en woonomgeving;
- Felies Kinderopvang
- Groep Intro, een organisatie voor vorming, onderwijs, opleiding, trajectbegeleiding, jobcoaching, werkervaring en sociale economie;
- Welzijnszorg, een organisatie die armoede bestrijdt vanuit verschillende invalshoeken (sensibilisering, ondersteuning lokale projecten, ontwikkelen vorming en educatieve materialen enz.);
- Pax Christi Vlaanderen, de Vlaamse afdeling van de internationale vredesbeweging Pax Christi.

Het netwerk stelt zich open voor andere verenigingen die tot het netwerk willen behoren. Toetreding is mogelijk na bespreking en besluit in de Raad Van Bestuur.
Beweging.net onderhoudt ook de relaties met de politiek. Zie meer hierover onder 'Band met de politiek'.

### Structuur van het vroegere ACW
Onder de koepel van het vroegere ACW zaten tot 2014 onder meer: ACV (het Algemeen Christelijk Vakverbond), CM (de Christelijke Mutualiteit), Familiehulp (een dienst voor gezinszorg/thuiszorg in Vlaanderen), Femma (de sociaal-culturele vrouwentak, tot 2012 gekend onder de naam Katholieke Arbeidersvrouwen – KAV), KAJ (Kristelijke Arbeidersjongeren – de jongerentak), KWB (Kristelijke Werknemersbeweging – de sociaal-culturele gezinstak), OKRA (de sociaal-culturele tak voor de gepensioneerden, tot 2006 gekend onder de naam Kristelijke Beweging voor Gepensioneerden – KBG), Pasar (sinds 2008 de opvolger van Vakantiegenoegens, een organisatie die zich inzet voor betaalbare recreatie dichtbij), WS (Wereldsolidariteit, ACW internationaal).
ACW organiseerde het overleg tussen de verschillende deelorganisaties, voerde gezamenlijke campagnes en acties en gaf Visie, het weekblad van de christelijke arbeidersbeweging, en het maandblad Gids op Maatschappelijk Gebied, uit. Daarnaast stond het ACW in voor de relaties met de politiek. Het onderhield nauwe banden met mandatarissen binnen de christendemocratische CD&V.
Doorheen de jaren verdwenen of afgestoten:
- BAC, coöperatieve bank, opgeslorpt door Dexia, vandaag Belfius
- De Volksverzekering, coöperatieve verzekeringsmaatschappij, tegenwoordig een merk van Belfius
- De Arbeiderspers / Reinaert Uitgaven, coöperatieve drukkerij en uitgeverij
- Groep Arco, de coöperatieve holding (in vereffening)
- Het Volk, dagblad, in 1994 overgenomen door de VUM en in 2008 als titel verdwenen

### Maatschappijvisie van het ACW
Het maatschappijmodel dat het ACW voorstaat mikt op een vrijemarkteconomie met een stevig sociaal vangnet en een belastingsysteem dat de welvaart herverdeelt in het voordeel van de kansengroepen in de samenleving. Het ACW pleit ook heel uitdrukkelijk voor een tolerante samenleving en zet zich daarbij heel duidelijk af tegenover extreemrechts. Desalniettemin wordt de beweging, zoals alle maatschappelijke actoren, geconfronteerd met een algemeen klimaat van verrechtsing in de samenleving. De politieke overtuiging (en het stemgedrag) van haar achterban strekt zich uit over christendemocraten, socialisten en groenen. Het ACW wordt ook geconfronteerd met een deel van haar achterban die zich tot extreemrechts gewend heeft. De maatschappijvisie van het ACW geldt in het algemeen als centrumlinks.

### Band met de politiek
Het ACW heeft van bij haar ontstaan een innige band gehad met de christendemocratie. Die was zeer nadrukkelijk met de CVP van na de Tweede Wereldoorlog, ook al maakt de beweging sedertdien geen deel uit van de partij. Het ACW werkt met 'erkende ACW-mandatarissen', die het maatschappelijke programma van de beweging onderschrijven en waarvoor het ACW dan zijn volmondige steun uitspreekt.
De band met de CVP is echter niet altijd even hecht geweest. Het ACW was altijd een zeer belangrijke, maar lang niet de enige partner van de CVP, die naast een linkervleugel ook altijd een belangrijke rechtervleugel gehad heeft. Vooral op het einde van de jaren 90 kwam de band zwaar onder druk te staan. In 1999 verloor de CVP de federale parlementsverkiezingen en kwam in de oppositie terecht. Daarop ging het ACW nauwere contacten leggen met socialisten, maar vooral met groenen, die toen beiden met de liberalen in de regering zaten. De CVP reageerde daarop door zich op haar beurt autonomer op te stellen.
Toen de CVP in 2003 veranderde in CD&V, ging de partij een veel Vlaamsere koers varen, een evolutie die men bij het ACW met lede ogen aanzag. Toen de partij ook nog eens een kartel sloot met de N-VA verkilden de relaties nog meer. Vandaag zijn de contacten er nog steeds. Maar in het licht van de voortdurende politieke crisis kan het ACW zijn ongenoegen over de steeds radicalere standpunten van CD&V, vooral over de nakende staatshervorming, steeds moeilijker verbergen. Daarbij komt het al eens tot een min of meer openlijke aanvaring. In 2014 toonden ACW-mandatarissen zich bijvoorbeeld openlijk ontevreden over de besparingen op subsidies voor sociale en culturele verenigingen. Premier Yves Leterme was na de verkiezingen van juni 2007 de grote gangmaker van de Vlaamse eis voor een grote staatshervorming, ondanks het feit dat hij zelf als een ACW-politicus geldt.
In het algemeen blijft de structurele samenwerking tussen ACW/beweging.net en CD&V overeind. Belangrijke ACW-politici bij CD&V waren of zijn, in het recente verleden, naast Yves Leterme, onder meer Etienne Schouppe, Jo Vandeurzen (Vlaams minister van Welzijn en Volksgezondheid), Steven Vanackere, Hilde Crevits (Vlaams minister van Onderwijs), Inge Vervotte en Veerle Heeren.

## Geschiedenis

### Rerum Novarum (1891)
Op het einde van de 19e eeuw kent West-Europa een zeer sterke industrialisering en verstedelijking. Tegen die achtergrond ontstaan het socialisme en de moderne arbeidersbeweging. Deze nieuwe sociale bewegingen brengen arbeiders samen en streven naar ontvoogding. Ze willen een einde maken aan de sociale en economische uitbuiting en eisen politieke rechten op voor de werkende massa.
De katholieken zien de opkomst van het socialisme met lede ogen aan en reageren door eigen arbeidersorganisaties op te richten. Ook zij streven naar meer sociale en politieke rechten voor de arbeiders, maar willen hen tegelijk uit de invloed houden van het in hun ogen te revolutionaire en vrijzinnige socialisme. Wanneer paus Leo XIII in zijn encycliek Rerum Novarum in 1891 oproept tot 'katholieke sociale actie', krijgt hij een grote respons in België.
Onder invloed van het socialisme en van Rerum Novarum verandert de visie van de katholieken op de sociale situatie van de arbeiders. De armoede van de werkende klasse werd vroeger afgedaan als een probleem waar de arbeider in de eerste plaats zelf schuld aan had, door een gebrek aan morele waarden en spaarzaamheid. Nu wordt de sociale achteruitstelling van de arbeiders serieus genomen en erkent men ook het recht van de arbeider om zichzelf te organiseren.
In 1891 wordt zo de Belgische Volksbond opgericht. Van bij het begin onderscheidt de beweging zich duidelijk van de socialisten. De katholieke arbeiders prediken geen revolutie, maar kiezen voor samenwerking tussen arbeid en kapitaal. Dat verschil in visie laat zich tot vandaag voelen, zij het minder uitgesproken. Het christelijke ACV kiest vandaag nog steeds nadrukkelijker voor sociaal overleg, dan het socialistische ABVV, dat sneller naar het stakingswapen grijpt bij sociale conflicten.

### Uitbouw van een echte beweging
Onder impuls van Rerum Novarum en de Belgische Volksbond worden her en der in België plaatselijke verenigingen uitgebouwd: de verenigingen van onderlinge bijstand, de vakverenigingen en de werkliedenbonden.

#### Van onderlinge bijstand tot mutualiteit
De verenigingen van onderlinge bijstand zijn mutualiteiten, waarmee arbeiders zich proberen te wapenen tegen ziekte en invaliditeit. De verenigingen krijgen op het einde van de 19e eeuw een wettelijk kader en worden bovendien door de overheid gesubsidieerd, waardoor ze een explosieve groei kennen. Het principe is eenvoudig. Arbeiders betalen een kleine bijdrage aan een 'ziekenkas'. Zo wordt een spaarpot opgebouwd voor wie zonder werk valt door ziekte of invaliditeit. Die kan dan genieten van een uitkering.
In het begin hebben de mutualiteiten nog een uitgesproken paternalistisch karakter. De kassen beheren de fondsen voor de arbeiders zonder dat die daar zelf veel medebeslissingsrecht in krijgen. Geleidelijk moet dat paternalisme echter wijken voor echte inspraak van de arbeiders. De mutualiteiten evolueren van paternalistische organisaties naar coöperatieve verenigingen.

#### Van vakverenigingen tot vakbonden
De vakverenigingen krijgen in het begin, dus op het einde van de negentiende en in het begin van de 20e eeuw, te maken met grote tegenstand. Ze willen de arbeidsvoorwaarden van de arbeiders verbeteren en komen daardoor in conflict met de patroons, die ook veelal katholiek zijn en al hun invloed aanwenden om het christelijke middenveld te kortwieken. De pater dominicaan Georges Rutten weet het katholieke verzet in 1904 te doorbreken. Hij voert propaganda voor de vakbonden en erkent de staking als legitiem wapen in de strijd voor sociale vooruitgang. Onder zijn impuls ontstaan er steeds meer plaatselijke vakverenigingen. Die verenigen zich geleidelijk in nationale beroepsverbonden per sector, de centrales, bijvoorbeeld voor steenkool, textiel of metaal. In 1912 verenigen die zich op hun beurt in het Algemeen Christelijk Vakverbond (ACV).

#### Van werkliedenbonden tot koepelbeweging
Een derde pijler van de christelijke arbeidersbeweging groeit aan de vooravond van de Eerste Wereldoorlog, de werkliedenbonden. Deze verenigingen ontstaan uit het groeiende zelfbewustzijn van de arbeidersklasse. Die wil niet alleen een volwaardige plaats in het bedrijf, maar eist ook erkenning buiten de fabriekspoorten, met name in de cultuur en in de politiek. De werkliedenbonden willen aan volksontwikkeling doen en tegelijk ijveren voor meer inspraak van de arbeiders binnen de katholieke partij. Ook hier speelt pater Rutten de rol van inspirator en leidende figuur. De werkliedenbonden zullen uiteindelijk ook de aanzet vormen voor de stichting van het ACW.

### Democratisering na de Eerste Wereldoorlog
De ontwikkeling van de christelijke arbeidersbeweging komt in een stroomversnelling na het einde van de Eerste Wereldoorlog. Met name de invoering van het algemeen stemrecht (voor mannen) en van het recht op staken zorgen voor een steile groei van de beweging. Veel aandacht gaat uit naar de verdere uitbouw van de werkliedenbonden, waarmee de arbeiders een volwaardige plaats in het politieke spectrum willen verwerven.
Uiteindelijk wordt de Belgische Volksbond opgeheven en vervangen door het Algemeen Christen Democratisch Verbond, een koepel van vakverenigingen, werkliedenbonden, mutualiteiten, coöperaties en vrouwenverenigingen. Die laatste twee staan dan nog in hun kinderschoenen. Het nieuwe verbond dreigt echter ten prooi te vallen aan interne twisten over welke de te volgen strategie is om arbeiders meer maatschappelijke inbreng te bieden.
De West-Vlaamse priester Louis Colens pleit ervoor dat de werkliedenbonden niet langer naast de vakbonden en mutualiteiten zouden bestaan, maar als een overkoepelende structuur. Zo wilde hij versnippering vermijden en volksontwikkeling, vakbondswerk en ziekenfondsen verenigen in één beweging. De visie van Colens haalt het uiteindelijk. De werkliedenbonden worden omgedoopt tot ‘werkersverbonden’ en op een congres in juli 1921 verenigen ze zich in het Algemeen Christelijk Werkersverbond (ACW).

### Interbellum
Het ACW profileert zich van bij zijn ontstaan heel nadrukkelijk als een organisatie met politiek karakter. Nog in 1921 ondergaat de katholieke partij een grondige hervorming. De partij zal zich voortaan organiseren volgens het principe van de standenvertegenwoordiging. Dat leidt tot de oprichting van de Katholieke Unie, waarin het ACW, de Boerenbond en de organisaties van de middenstand en van de burgerij zijn opgenomen. Het ACW zal zich van bij het begin via haar parlementsleden en ministers zeer zelfstandig opstellen, tot op vandaag.
Naast de politiek blijft de volksontwikkeling een zeer belangrijke pijler van de beweging. Met het oog daarop worden heel veel nieuwe initiatieven uit de grond gestampt. Het ACW start onder meer de Sociale School van Heverlee op, start de Sociale Werken en brengt het kaderblad de Gids op Maatschappelijk Gebied uit.
Al die nieuwe initiatieven kosten geld. Daarom bouwt het ACW ook een hele resem coöperatieve ondernemingen uit: spaarkassen, verzekeringen, bakkerijen, winkels enz. Die bieden voordelige formules of producten voor de leden en voorzien de beweging tegelijk van de nodige financiële middelen om haar werking draaiende te houden. Bekende voorbeelden zijn de Welvaart-winkels, de spaarkassen van de Belgische Arbeiderscoöperatie (BAC, later BACOB en inmiddels overgenomen door Dexia) en De Volksverzekeringen (DVV, overgenomen door Dexia).
In dezelfde periode ontstaan nieuwe sociale organisaties die zich ook bij het ACW aansluiten, zoals de jeugdorganisaties KAJ en VKAJ onder impuls van priester Jozef Cardijn en de KAV. De coördinatie door het ACW is in die periode echter nog relatief beperkt.

### Nieuwe politieke en sociale rol
Na het einde van de Tweede Wereldoorlog wordt het ACW grondig hervormd. De beweging voelt de nood aan een aparte vormingsorganisatie voor volwassen arbeiders. De KWB was al actief van in de jaren 30 en was tijdens de voorbije oorlogsjaren opgetreden als vervangorganisatie voor ACV en ACW, die door de Duitse bezetter verboden waren. Na de oorlog wordt de KWB erkend als aparte organisatie en zal ze zich toeleggen op de vormingswerking binnen de beweging.
Tegelijk wordt de katholieke partij opnieuw grondig vernieuwd. Om verdeeldheid en instabiliteit tegen te gaan wordt het principe van de standenvertegenwoordiging losgelaten. Zo ontstaat in 1945 de CVP. Het ACW maakt daardoor als dusdanig geen deel meer uit van de partij.
De organisatie zal zich meer toeleggen op zijn coördinatie-opdracht, die tot dan maar schoorvoetend vervuld werd. Die coördinatie wordt verstevigd. Daar was nood aan door het toegenomen aantal lidorganisaties. De coöperatieve beweging wordt eveneens uitgebouwd tot een zelfstandige organisatie binnen het ACW, het Landelijk Verbond van Christelijke Coöperaties (LVCC), dat ondertussen omgedoopt werd tot Groep Arco.
Het ACW is vanaf dat moment ook niet langer een unitaire Belgische organisatie, maar splitst zich op in een Vlaamse en een Waalse vleugel. De Vlaamse poot blijft als ACW door het leven gaan. De Franstalige tegenhanger wordt de MOC.
Aanvankelijk duwt de hervorming het ACW in een onzekere positie. De coördinatie komt niet echt van de grond, doordat het ACW overvleugeld wordt door ACV en CM, die hun maatschappelijke impact exponentieel zien toenemen. Ze vervullen beiden een belangrijke rol bij de uitbouw van de Belgische sociale zekerheid en zien daardoor hun ledenaantal pijlsnel toenemen.
1949 vormt echter een keerpunt. Het ACW krijgt de opdracht om de politieke actie te coördineren en groeit uit tot een van de belangrijke pijlers van de CVP, ook al maakt het er formeel geen deel van uit. De organisatie zendt via de CVP heel veel belangrijke en invloedrijke politici naar het parlement en de regering.
Tegelijk verzorgt het ACW een aantal coördinerende taken op het vlak van communicatie en vorming. In 1944 wordt het weekblad Volksmacht opgericht, dat vandaag als Visie door het leven gaat. Het blad is tot op vandaag het vlaggenschip van de christelijke arbeidersbeweging.
Bovendien gaat het ACW zich toeleggen op beleidsdomeinen die niet tot het specifieke terrein van een van de deelorganisaties behoren, zoals huisvesting, onderwijs of vrije tijd. Dat leidt bijvoorbeeld tot de uitbouw van Vakantiegenoegens, een dienst voor sociaal toerisme. Op die manier neemt de maatschappelijke impact van het ACW gestadig toe.

### Liberalisering en deconfessionalisering
Vanaf de jaren 70 komt het ACW meer en meer onder druk te staan, enerzijds door een toenemende liberale tendens in de samenleving en anderzijds door een snelle ontkerkelijking. De industrie wordt als economische sector ook minder belangrijk ten voordele van de dienstensectoren. Daardoor loopt het aantal arbeiders terug, terwijl het aantal bedienden, ambtenaren, leerkrachten en welzijnswerkers toeneemt. Het ACW is niet langer een pure arbeidersbeweging en verandert zijn naam in 1985 van Werkersverbond naar Werknemersverbond.
Ondanks de maatschappelijke druk weet het ACW zijn politieke en maatschappelijke impact te behouden. De organisatie blijft politieke contacten behouden tot in de hoogste regionen. Premiers Wilfried Martens (in de jaren 80) en Jean-Luc Dehaene (in de jaren 90) zijn bijvoorbeeld prominente ACW-politici.
Vandaag stelt het ACW zich uitdrukkelijk op als een pluralistische organisatie, weliswaar vanuit een christelijke inspiratie. Ook niet-gelovigen zijn dus welkom binnen de beweging. In Vlaanderen blijft de christelijke arbeidersbeweging veruit de grootste middenveldorganisatie.

### Financiële problemen en mogelijke fraude
Eind 2012 raakte het ACW financieel in de problemen door het failliet van Dexia. Ook de 800.000 Arco-coöperanten dreigden hun geld kwijt te geraken. Zij dachten dat hun Arco-aandeel een veilige investering was, maar in 2011 bleek dat dat niet het geval was. Arco betaalde het toenmalige ACW onder andere om in zijn ledenblad Visie jarenlang en wekelijks reclame voor de Arco-aandelen te publiceren. De problemen omtrent Arco veroorzaakten eind 2012, begin 2013 een aantal politieke disputen, tot op het niveau van de Europese Commissie. Op 9 juni 2021 ging uiteindelijk een gerechtelijk proces van start voor de ondernemingsrechtbank: Deminor, de belangenvereniging van de coöperanten, klaagt daarin de Arco-vennootschappen Arcopar, Arcofin, en Arcoplus aan. In het Arco-dossier ging in totaal 1,5 miljard euro spaargeld van de coöperanten verloren.
Daarnaast was er de zaak van de vennootschap Sociaal Engagement. De fiscale aanpak door het ACW van de dividenden uit de Belfius-winstbewijzen was volgens sommigen een frauduleuze constructie met als doel ontwijking en ontduiking van belastingen. In december 2013 liet het ACW weten dat de Bijzondere Belastinginspectie (BBI) tot het besluit kwam dat er geen sprake was van fraude. Het ACW moest wel 9,5 miljoen euro achterstallige belastingen betalen, waaronder een belastingverhoging (boete) van 30%. Op 1 februari onthulde de krant De Tijd dat de BBI wel degelijk uitging van fraude, maar dat ze deze claim in had moeten trekken omdat er procedurefouten waren gemaakt door haar inspecteurs.

### Politieke vertegenwoordiging
Op 25 november 2021 liet Beweging.net weten dat CD&V niet langer de bevoorrechte gesprekspartner is, maar dat de koepel voortaan ook gaat samenwerken met mandatarissen van Groen en Vooruit.